# Ford Escort RS Cosworth

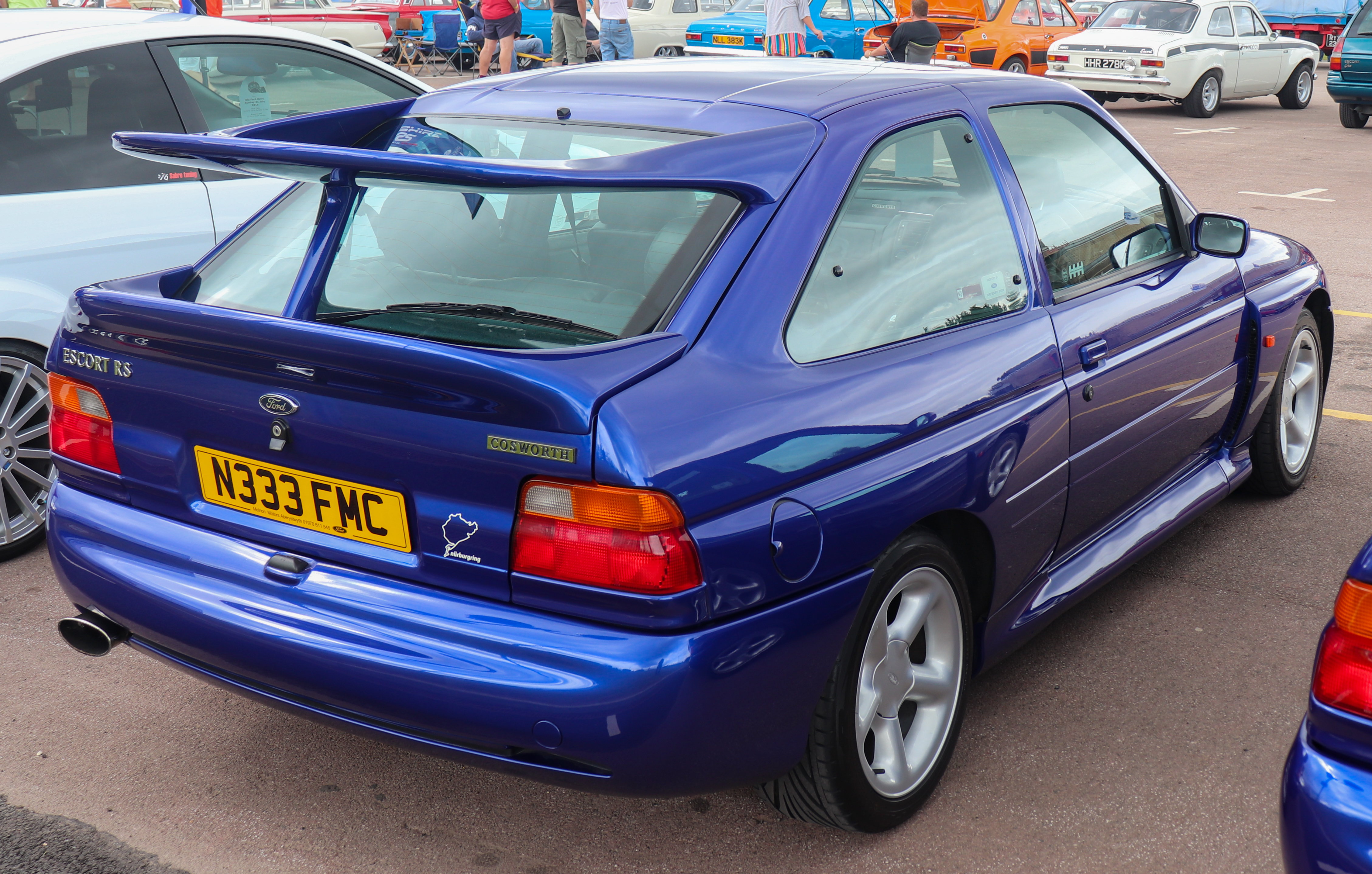
Ford Escort RS Cosworth

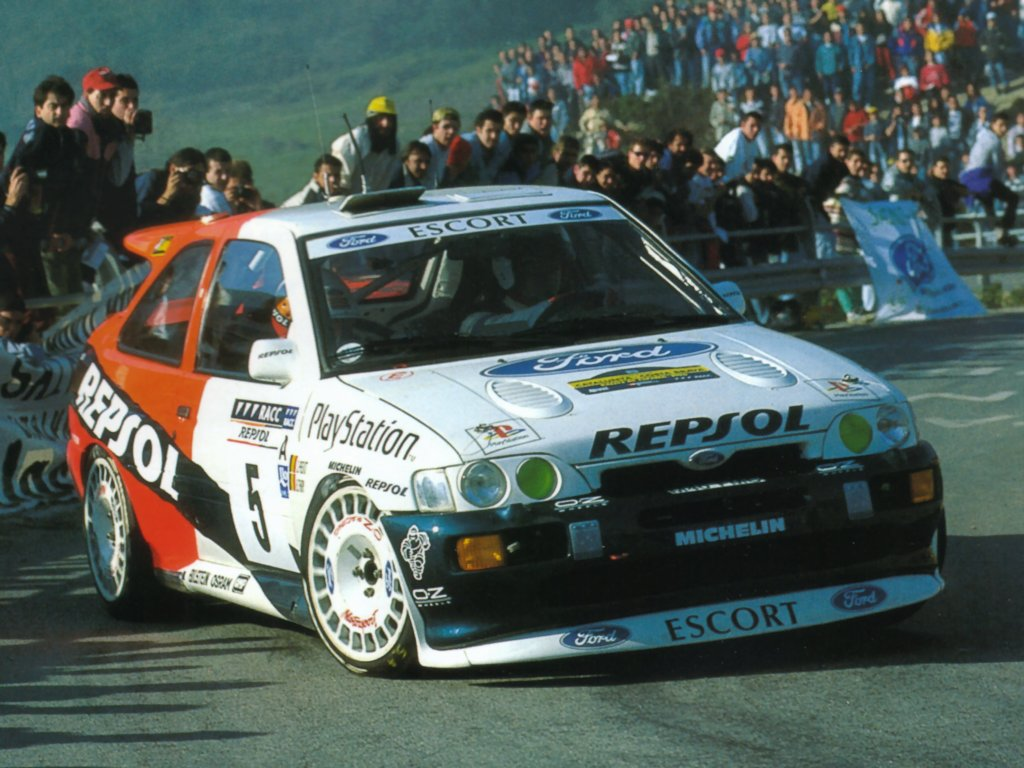
Ралійний Ford Escort RS Cosworth

Ford Escort RS Cosworth — трьохдверний повнопривідний хетчбек з двигуном Cosworth YBT об'ємом 2,0 л потужністю 220 к.с. (168 кВт) при 6 250 об/хв, крутним моментом 310 Нм при 3500 об/хв, від 0 до 100 км/год автомобіль розганяється за 5,8 с, максимальна швидкість становить 237 км/год. Це найпотужніша модифікація Ford Escort.
Всього з 1992 по 1996 рік було виготовлено 7145 автомобілів.
Він став основою для ралійного автомобіля Ford Escort RS Cosworth, який брав участь у Чемпіонаті світу з ралі 1993—1996 років, та Ford Escort WRC, який брав участь у Чемпіонаті світу з ралі 1997 та 1998 років.

## Двигуни
- 1,993 см3 Cosworth YBT turbo I4 220 к.с. (168 кВт) при 6250 об/хв, 310 Нм при 3500 об/хв (1992—1994)
- 1,993 см3 Cosworth YBP turbo I4 (1994—1996)

## Виробництво
- 1992: 3448
- 1993: 1143
- 1994: 1180
- 1995: 1306
- 1996: 68